# Saab 99
La 99 è un'autovettura prodotta dalla casa automobilistica svedese Saab dal 1968 al 1984. È stata presentata al pubblico nel novembre del 1967 come berlina tre volumi a due porte e 5 posti. È ricordata come la prima auto prodotta in grande serie ad essere dotata di un motore turbocompresso (1977). Nel 1979 fu la prima auto al mondo con motore turbo a vincere un rally nella storia del Campionato mondiale rally guidata dal pilota svedese Stig Blomqvist. Dal 1985 al 1987 la produzione è continuata come Saab 90.

## Il contesto

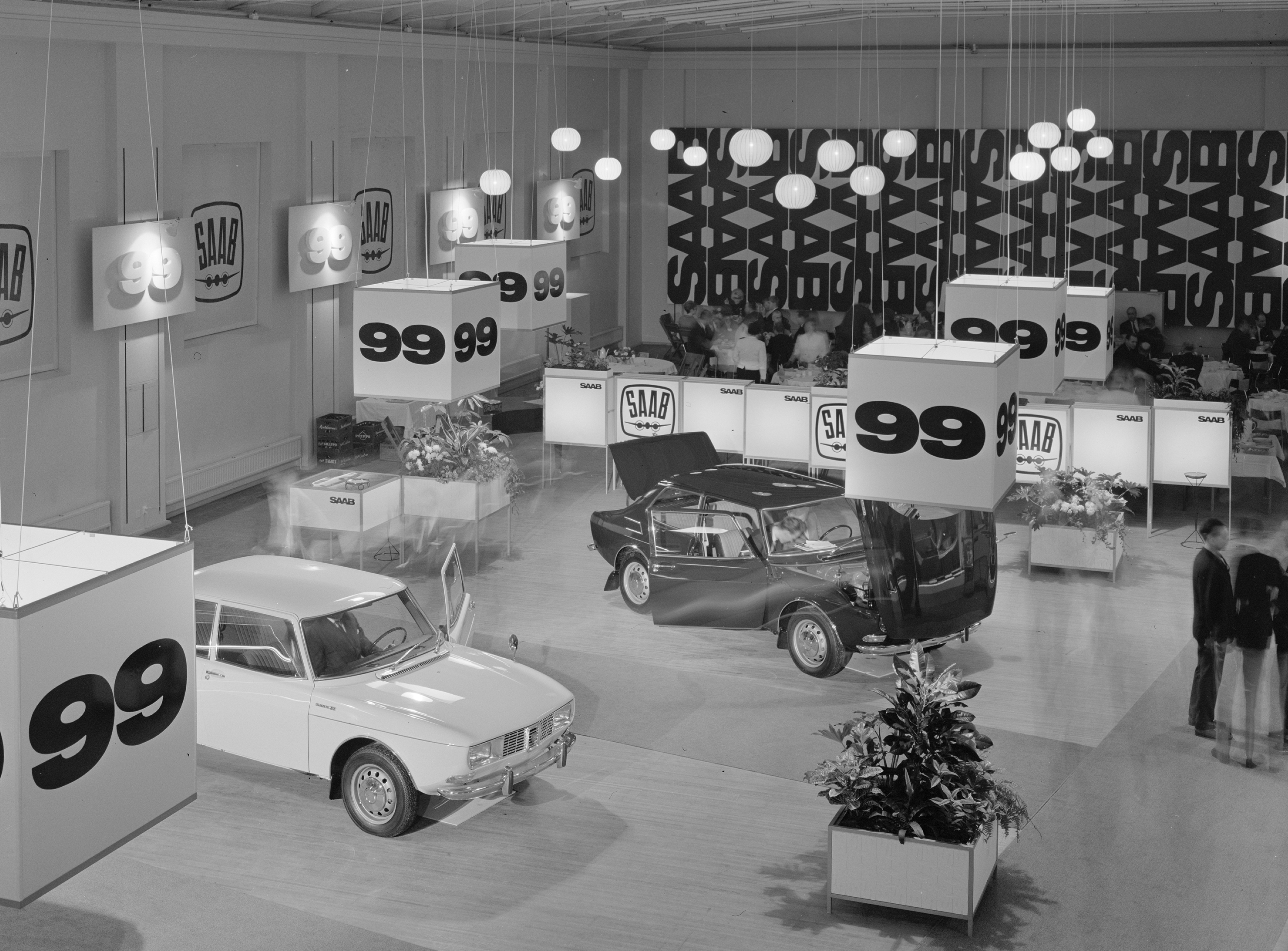
Anteprima a Stoccolma della Saab 99 nel novembre 1967, già pronta per il dopo-Dagen H avvenuto appena due mesi prima.

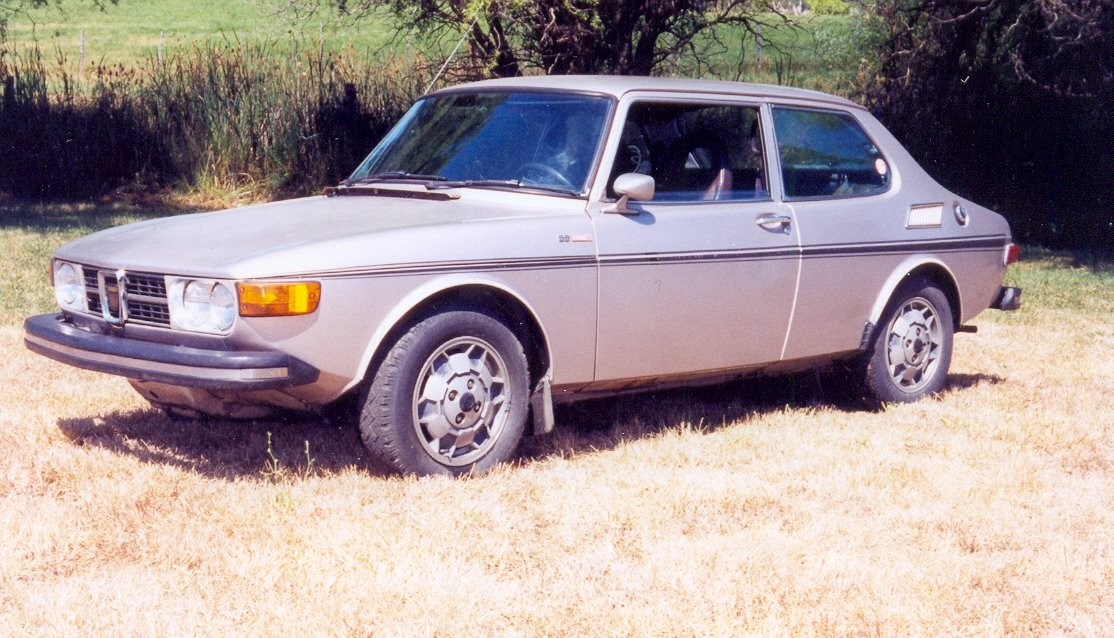
99 EMS del 1974

Disegnata da Sixten Sason e Bjorn Envall, presenta un parabrezza curvo per una eccellente visibilità alla guida; eredita dalla 96 il Saab hockey stick; la carrozzeria venne progettata tenendo conto della sicurezza passiva prevedendo, già all'epoca, zone di deformazione programmata sia all'anteriore che al posteriore ed inoltre presenta un coefficiente di penetrazione cx di 0,37. La 99 inizialmente venne dotata di un propulsore, in lega leggera, prodotto dalla Triumph Motor Company. Il motore, un quattro cilindri in linea di 1709 cm³ da 80 CV, venne installato longitudinalmente ed inclinato sulla destra di 45° con il gruppo frizione posto frontalmente e cambio posto sotto il motore: una soluzione tecnica davvero particolare per una vettura a trazione anteriore. Le sospensioni anteriori sono a ruote indipendenti (quadrilateri deformabili) mentre al posteriore è presente un assale rigido. L'impianto frenante è a doppio circuito diagonale con dischi anteriori e posteriori.
Nel 1971 venne presentata la versione a quattro porte ed il motore da 1,7 litri venne affiancato da un 1854 cm³ da 87 CV. Da quest'anno, inoltre, il cruscotto ha un nuovo disegno.

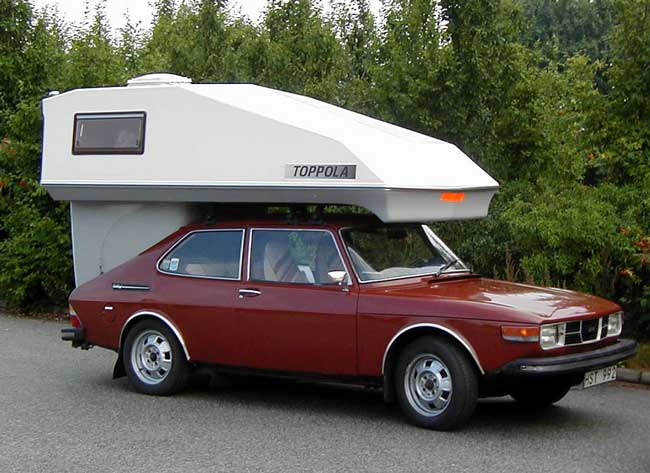
99 Combi Coupé attrezzata per il tempo libero

Dopo la fusione, nel 1969, dell'azienda Saab AB (specializzata nella produzione di aeroplani) con l'azienda Scania (specializzata nella produzione di veicoli industriali), Il motore britannico, inizialmente fonte di problemi, venne profondamente riprogettato e prodotto con la collaborazione di Scania. Ne conseguirà, nel 1972, un propulsore con monoblocco in ghisa dalla cilindrata di 1985 cm³ erogante 95 CV a 5200 giri/min. Vennero introdotti i paraurti in plastica autoriparanti, capaci di ritornare nella loro forma per urti fino ad 8 km/h. Venne reso disponibile il sedile guida riscaldabile elettricamente.
Nel 1973 venne presentata la versione sportiva EMS (Electronic Manual Special): la 99 a due porte venne dotata dell'iniezione elettronica raggiungendo i 110 CV a 5500 giri/min (dal 1975 ad iniezione meccanica).
Nella seconda metà del 1974 venne presentata la carrozzeria Combi Coupé a tre porte e nel 1976 la cinque porte. Una due volumi a 5 posti con bagagliaio molto capiente ed una linea posteriore sfuggente; avrà un notevole successo nel Nord Europa come auto per la famiglia, alla stregua di una giardinetta, considerata come un'alternativa alle wagon Volvo.

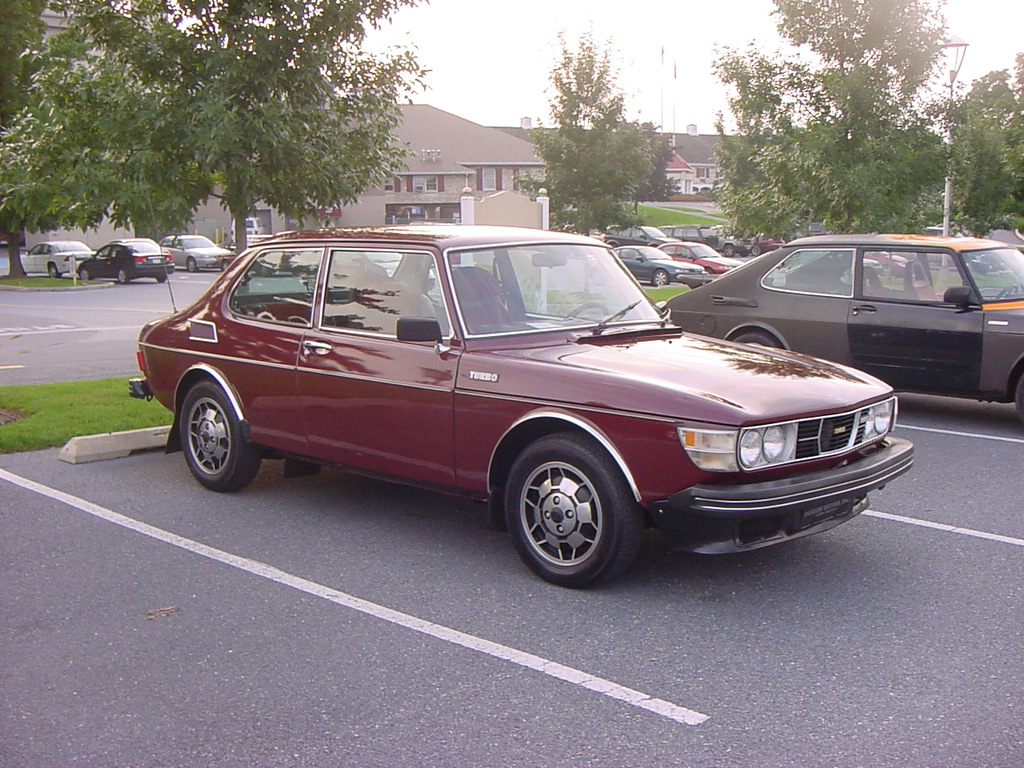
99 turbo del 1977

Gli ingegneri Saab avevano in mente una 99 dalle prestazioni elevate; inizialmente ipotizzarono di raddoppiare il propulsore trasformandolo in un 8 cilindri a V di 4 litri (come fatto sulla Triumph Stag e come accadde in passato per il prototipo Saab Monster) ma forti del know how di Scania nei motori sovralimentati mediante turbocompressore, venne presentata alla fine del 1977 la 99 turbo: una novità per il mondo dell'auto perché fu la prima auto di grande produzione in serie ad essere dotata di un sistema di sovralimentazione mediante turbocompressore. Fino ad allora solo BMW nel 1973 e Porsche nel 1974 avevano proposto in vendita al pubblico autovetture turbo ma su modelli sportivi a produzione limitata, quali erano la 2002 Turbo e la 911 Turbo.
Il motore Saab da due litri, con turbocompressore di piccole dimensioni per ovviare problemi di turbo lag, raggiunse la potenza di 145 CV a 5000 giri/min ed una coppia motrice di 235 Nm (24 kgm) a 3000 giri/min; la 99 ottenne un'accelerazione e una capacità di ripresa notevole, tenuta in considerazione la cilindrata e l'epoca (1977). Nel 1979 un'automobile turbo vinceva per la prima volta un rally nella storia del Campionato del mondo rally ovvero una Saab 99 turbo con a bordo il pilota svedese Stig Blomqvist.
Nel frattempo si avvicinava la presentazione della Saab 900 (1978) che fu il modello prescelto per lo sviluppo della tecnica della turbocompressione. Negli anni ottanta la produzione della 99 non vede novità di rilievo salvo gli aggiornamenti annuali. Nel 1985 la 99, adattando la zona posteriore della 900 sedan, viene denominata Saab 90 e prodotta fino al 1987. In totale la 99 è stata prodotta in circa 700.000 esemplari.